# Bernhard Blüher

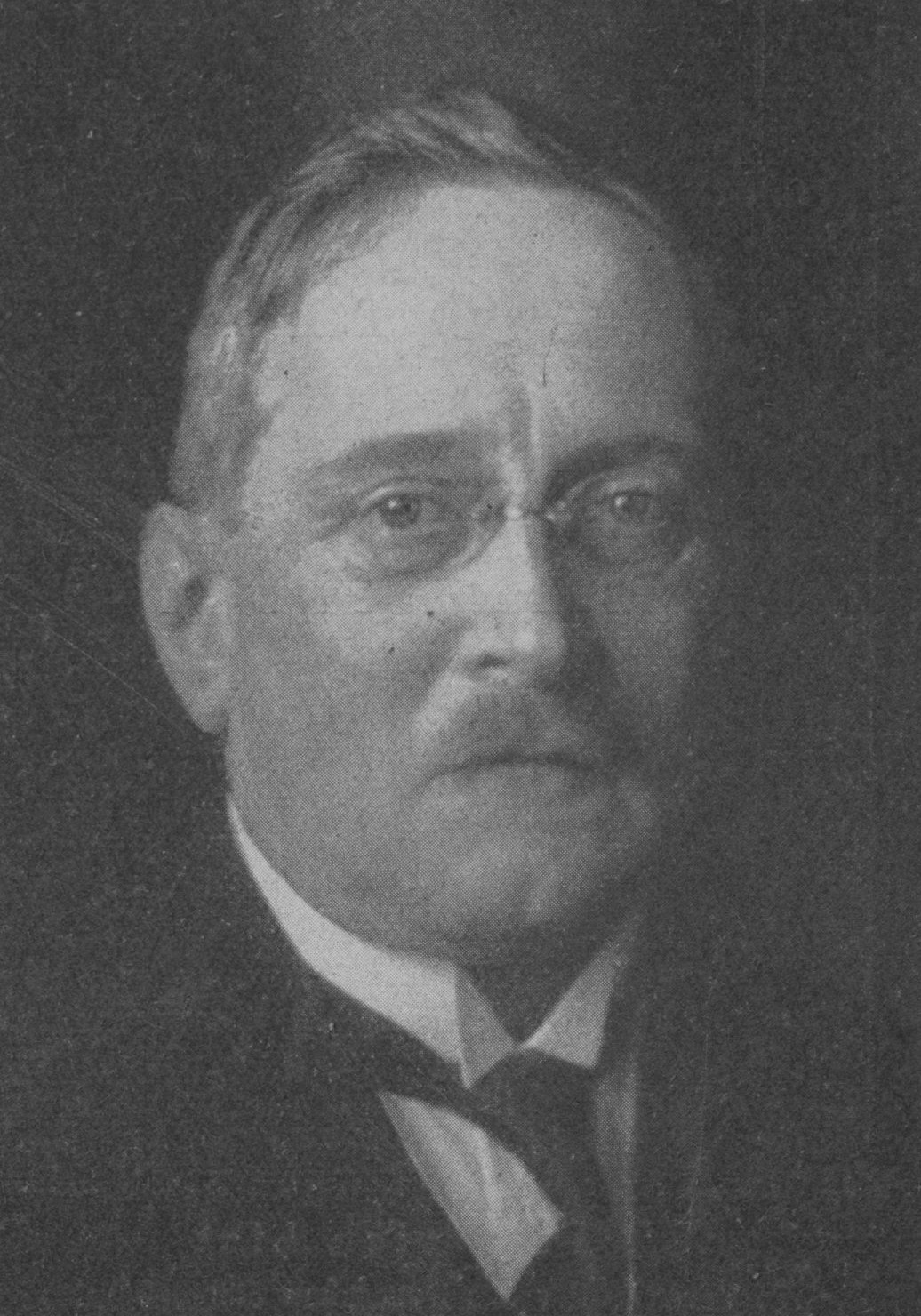
Bernhard Blüher, um 1928

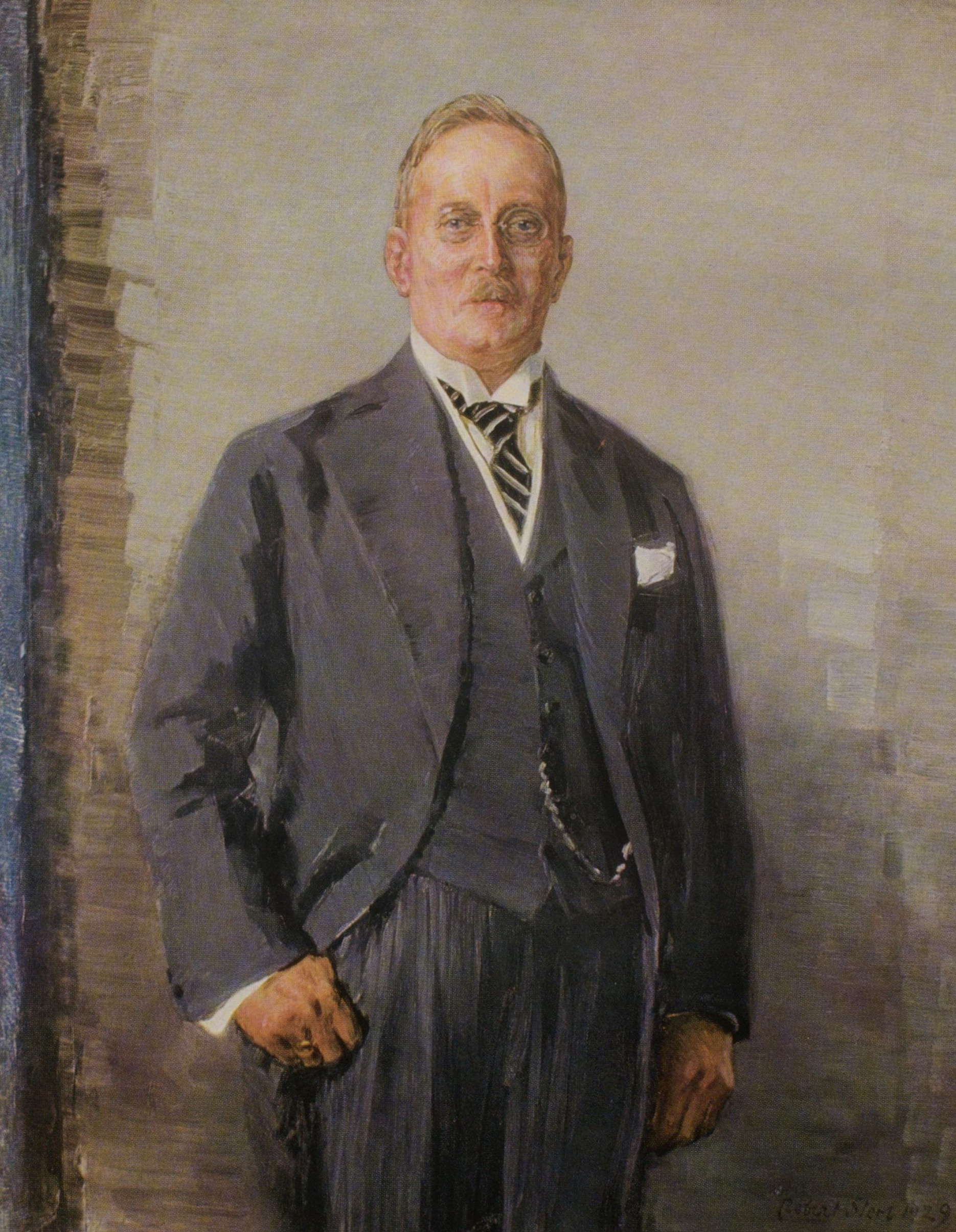
Robert Sterl: Bernhard Blüher (1929)

Curt Bernhard Ottomar Blüher (* 11. April 1864 in Freiberg; † 12. Juli 1938 in Dresden) war ein deutscher Jurist und Politiker (NLP, DVP). Er war von 1899 bis 1909 Bürgermeister von Freiberg, von 1915 bis 1930 Mitglied des Sächsischen Landtages und vom 1. Oktober 1915 bis zum 31. März 1931 Oberbürgermeister der Stadt Dresden. 

## Leben

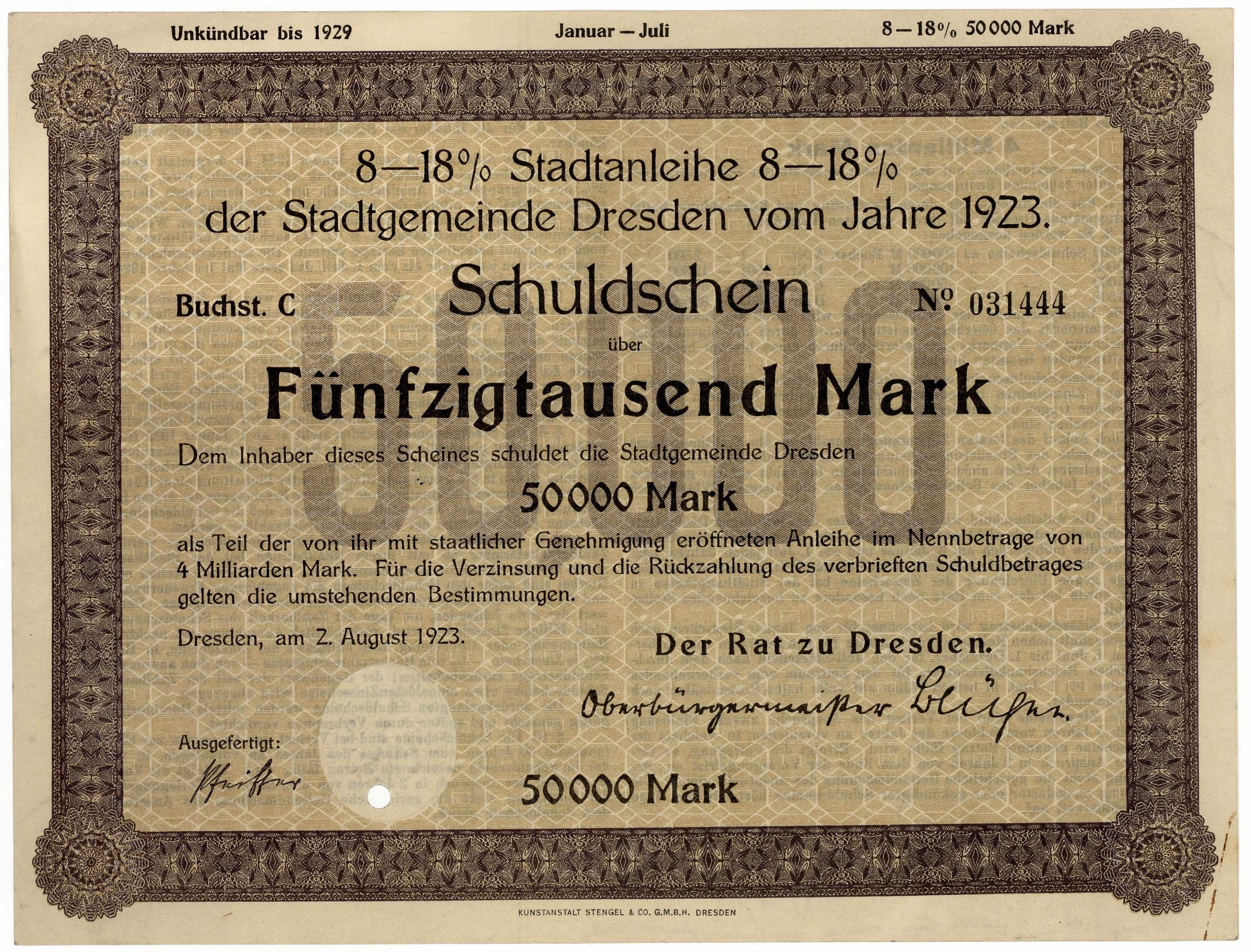
Schuldschein über 50000 Mark der Stadtgemeinde Dresden vom 2. August 1923, signiert von OB Blüher

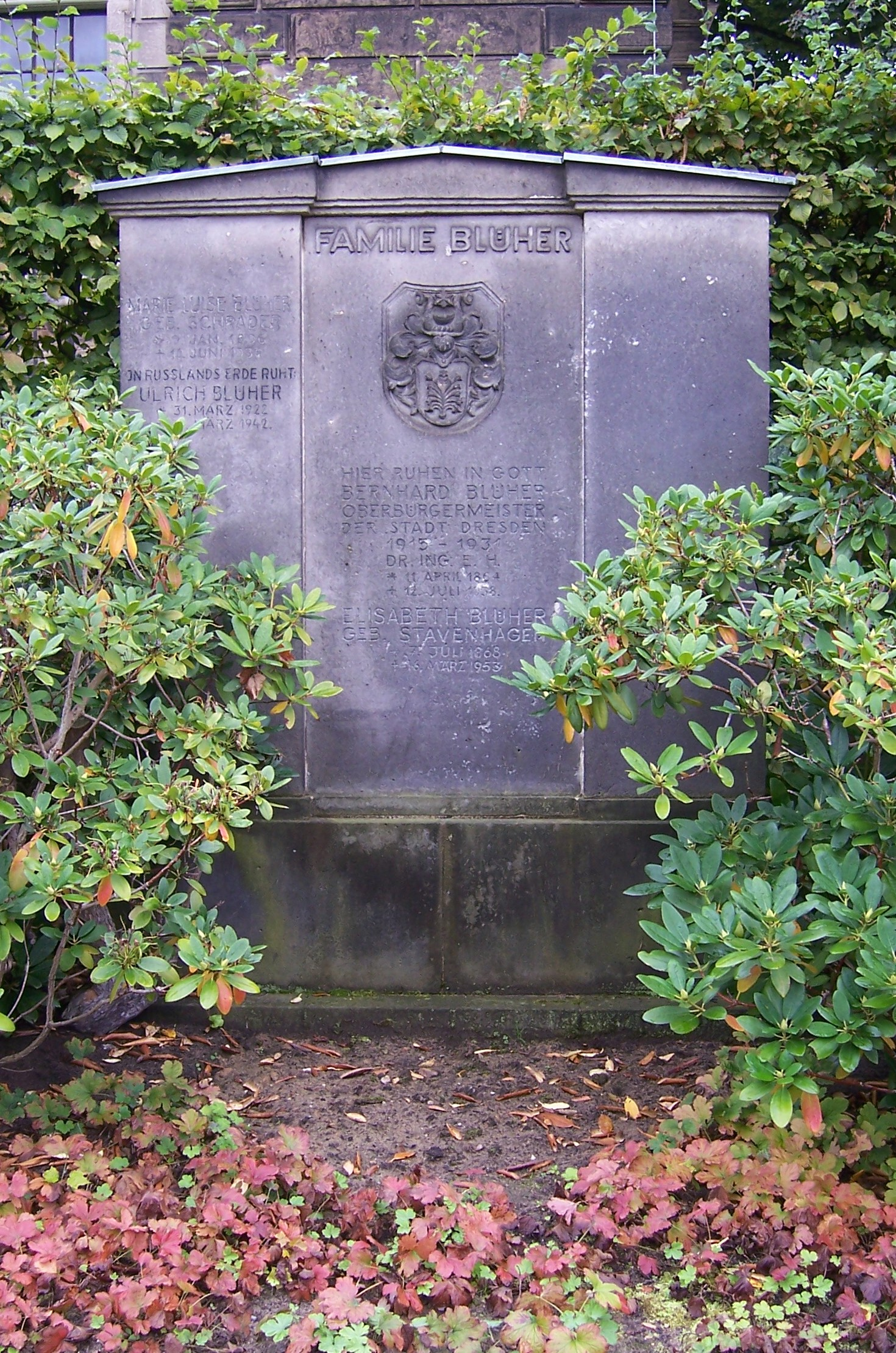
Grab von Bernhard Blüher auf dem Johannisfriedhof in Dresden

Blüher war der Sohn des Freiberger Rechtsanwalts und Notars Ottomar Blüher; der Philosoph Hans Blüher (1888–1955) war ein entfernter Verwandter. Bernhard Blüher besuchte die Meißener Fürstenschule (St. Afra) und studierte in Leipzig und Berlin Rechtswissenschaft. Nach dem Referendariat übernahm er 1892 die Rechtsanwaltspraxis seines Vaters in Freiberg. 1898 wurde Blüher zum Stadtverordneten und im Jahr darauf für 10 Jahre zum Bürgermeister von Freiberg gewählt. Im Jahr 1909 nahm er den Ruf an das Sächsische Oberverwaltungsgericht in Dresden an.
Als Vertreter des 3. städtischen Wahlkreises (Dresden) wurde er 1915 auf Vorschlag der Nationalliberalen Partei in die II. Kammer des Sächsischen Landtags gewählt. Vom 1. Oktober 1915 bis zum 31. März 1931 war er Oberbürgermeister der Stadt Dresden. Mit diesem Amt verbunden war die Berufung in die I. Kammer des Landtags, so dass er sein Mandat in der II. Kammer am 30. September 1915 niederlegte. Aufgrund seiner Verdienste um die Stadt wählte ihn das Stadtverordnetenkollegium im Juni 1918 zum Oberbürgermeister auf Lebenszeit. Infolge der Novemberrevolution blieb ihm dies aber verwehrt. 
Während Blühers Amtszeit wurde Dresden durch zahlreiche Eingemeindungen (u. a. Blasewitz, Gorbitz, Loschwitz, Weißer Hirsch) erheblich vergrößert; die Einwohnerzahl stieg von ca. 530.000 (1916) auf 633.000 (1930). Blüher bemühte sich um eine leistungsfähige Verwaltung der Stadt (Stadthaus-Neubau an der Theaterstraße 1923) und nahm Einfluss auf eine geordnete Stadtentwicklung. In seine Amtszeit fallen zahlreiche Bauvorhaben von Wohnungsgenossenschaften. Die Beendigung seines Amtes als Oberbürgermeister erfolgte auf eigenen Wunsch mit der Bitte um Versetzung in den Ruhestand.
Von 1919 bis 1930 war er Abgeordneter und Fraktionsvorsitzender der nationalliberalen DVP in der Sächsischen Volkskammer bzw. im Sächsischen Landtag. Er legte sein Amt infolge von innerparteilichen Auseinandersetzungen über die Stellung zur Sozialdemokratie nieder: Blüher hatte für eine Neuauflage der Großen Koalition „von Böchel bis Blüher“, also von SPD bis DVP plädiert, seine eigene Partei lehnte das aber ab. Diese war außerdem dafür, einen Nationalsozialisten zum Landtagspräsidenten zu wählen, was Blüher mit seiner Fraktion jedoch verhinderte. Er schied am 20. November 1930 auch aus dem Landtag aus. Blüher verstarb 1938 in Dresden und wurde auf dem Johannisfriedhof beigesetzt.

## Ehrungen
Im Jahr 1926 wurde Blüher von der Technischen Hochschule Dresden „in Anerkennung seiner weitschauenden erfolgreichen Bemühungen um die Förderung von Wissenschaft und Technik in Dresden“ ehrenpromoviert. Bereits zwei Jahre zuvor war er Ehrensenator der TH Dresden geworden. Er ist Ehrenbürger von Freiberg/Sachsen.
Nach ihm benannt sind in Dresden der Blüherpark (1931), die Blüherwiese und die Blüherstraße (1931, Blüher-Allee). 